# Herreninsel

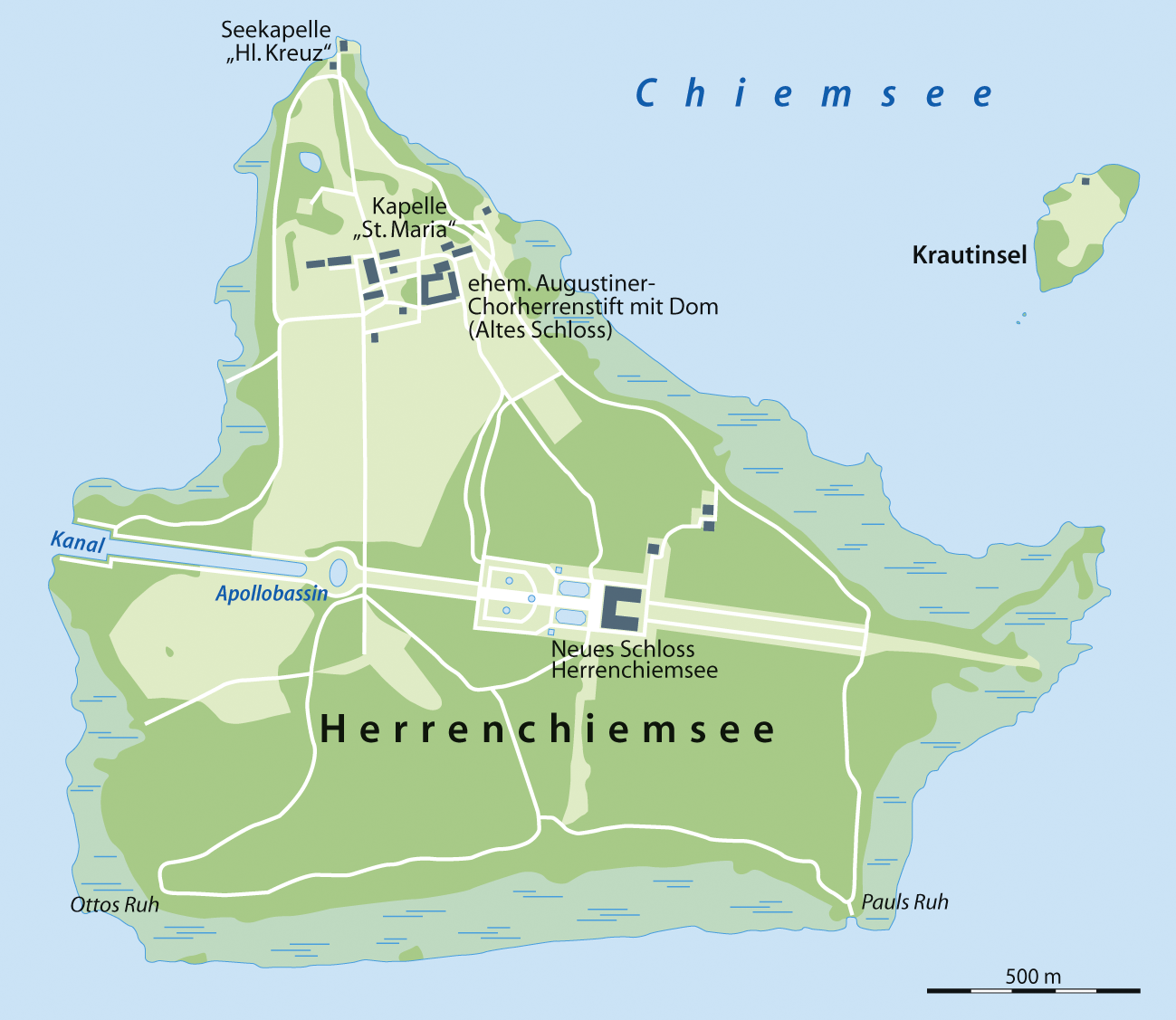
A sziget térképe

Herreninsel (német kiejtés: ˈhɛʁənˌʔɪnzl̩; régi neve: Herrenwörth) egy 238 hektáros sziget Bajorország legnagyobb tavában, a Chiemsee-ben. Ez a legnagyobb a három fősziget közül, a Fraueninsel és a "Krautinsel" csatlakozik hozzá, így alkotva Chiemsee települést.
Herreninsel II. Lajos bajor király által megálmodott Herrenchiemsee királyi épületegyütteséről híres, mely soha nem készült el, a király csak kilenc vagy tíz éjszakán át lakta, mielőtt 40 éves korában rejtélyes módon vízbe fulladt.
A szigetet körülbelül 30 ember lakja, Frauenchiemsee-t pedig mintegy 300-an. Itt található egy korábbi királyi lakhely, a Herrenchiemsee-i régi palota, egykori augusztinus kolostor (Kloster Herrenchiemsee) is.